# Hans-Peter Grohganz
Hans-Peter Grohganz (* 25. September 1948 in Premnitz; † vor dem 9. Februar 1981 in Berlin) war ein Todesopfer an der Berliner Mauer. Beim Fluchtversuch aus der DDR ertrank er in der Spree. Grohganz wurde im August 2013 vom Zentrum für Zeithistorische Forschung (ZZF) als 137. Maueropfer anerkannt.

## Leben
Grohganz arbeitete als Kraftfahrer des Bau- und Montagekombinates Brandenburg/Ost. Aus Unzufriedenheit mit dem Leben in der DDR stellte er einen Ausreiseantrag, welcher jedoch abgelehnt wurde. Aus politischen Gründen inhaftiert, erhielt er nach seiner Entlassung den Hilfsausweis PM-12, der ihn als Ausreisewilligen kennzeichnete. Grohganz hatte sich damit regelmäßig bei der Polizei zu melden und durfte sich nur an zugewiesenen Orten aufhalten.
Anfang 1981 reiste Grohganz nach Ost-Berlin, um von dort in den Westteil der Stadt zu fliehen. Unter ungeklärten Umständen ertrank er in der Spree. Seine Leiche, die sich zwischen der Oberbaumbrücke und der Elsenbrücke in einer Wassersperre verfangen hatte, wurde am 9. Februar durch eine Grenzpatrouille  entdeckt.  
Erst 2013 wurde Grohganz’ Schicksal durch die Auswertung seiner Stasi-Unterlagen entdeckt.